# Chthonius schmalfussi
Chthonius schmalfussi är en spindeldjursart som beskrevs av Wolfgang Schawaller 1990. Chthonius schmalfussi ingår i släktet Chthonius och familjen käkklokrypare. Inga underarter finns listade i Catalogue of Life.